# Exyra semicrocea
Exyra semicrocea là một loài bướm đêm trong họ Noctuidae.